# Popeliv, Tlumaci
Popeliv (în ucraineană Попелів) este un sat în comuna Palahîci din raionul Tlumaci, regiunea Ivano-Frankivsk, Ucraina.

## Demografie
Componența lingvistică a localității Popeliv
     Ucraineană (99,62%)
     Alte limbi (0,38%)
Conform recensământului din 2001, majoritatea populației localității Popeliv era vorbitoare de ucraineană (99,62%), existând în minoritate și vorbitori de alte limbi.